# Мехово (Колобжезький повіт)
Мехово (пол. Mechowo, нім. Mönchgrund) — село в Польщі, у гміні Римань Колобжезького повіту Західнопоморського воєводства.